# Jürgen Lenz (Sportvermarkter)
Jürgen Lenz (* 1943 auf Sylt) ist ein deutscher Sportvermarkter. Er gilt zusammen mit Klaus Hempel als Erfinder der Fußball-Champions-League.

## Leben
Lenz wuchs in Bremen auf, dort besuchte er die Schule an der Schaumburger Straße. Beim Bremer Betrieb Theodor Laue & Co. lernte er Groß- und Außenhandelskaufmann und heuerte 1963 auf dem Passagierschiff Bremen an, das zwischen Bremerhaven und New York verkehrte. Er studierte hernach am City College of New York, arbeitete auf der Weltausstellung in New York und bei einer Bank, ehe er als Mitarbeiter des Unternehmens McCann-Erickson ins Werbegeschäft einstieg. Lenz war für McCann-Erickson insgesamt acht Jahre in Japan, Südkorea, Indonesien und Hongkong sowie anschließend ein Jahr in Wien und danach in Frankfurt am Main tätig. Er verließ das Unternehmen nach insgesamt 14-jähriger Dienstzeit.
1977 wechselte Lenz zu Adidas, Firmenleiter Horst Dassler gewann ihn 1982 für die von ihm neugegründete ISL Marketing AG. Bis 1991 war Lenz Vizepräsident des Sportvermarktungsunternehmens, das unter anderem die Vermarktungsrechte für die Olympischen Spiele, die Fußball-Weltmeisterschaft und die Leichtathletik-Weltmeisterschaften erwarb.
1991 gründete Lenz in Luzern gemeinsam mit dem ebenfalls zuvor leitend bei der ISL Marketing AG tätigen Klaus Hempel ein eigenes Sportvermarktungsunternehmen (The Event Agency & Marketing AG, kurz T.E.A.M.). Lenz und Hempel erdachten für den europäischen Fußballverband UEFA das Konzept für die Champions League. Laut Fachverband für Sponsoring-Agenturen und Dienstleister e.V. schufen Lenz und Hempel damit einen Wettbewerb, dem auch noch mehr als ein Jahrzehnt später eine „Vorbildfunktion für die Vermarktung“ von Sportereignissen beigemessen wurde. Auch der Name, äußere Merkmale des Wettbewerbs wie die Hymne und das Sternenbanner sowie die einheitlich gesteuerte Vermarktung gehen auf die Vorschläge der beiden Geschäftspartner zurück. Um die von der UEFA für die ersten beiden Spieljahre geforderte finanzielle Sicherung in Höhe von 150 Millionen Franken zu gewährleisten, gewannen Lenz und Hempel die Großindustriellen Arend Oetker und Otto Wolff von Amerongen als Bürgen. Mit dem Beginn des neugestalteten Europapokals waren Lenz und Hempel mit ihrem Unternehmen von der UEFA mit der Vermarktung der Champions League betraut.
Die Highlight Communication AG wurde 1999 Mehrheitseignerin der Television Event and Media Marketing AG, übernahm 80 Prozent der Anteile, Hempel und Lenz behielten 20 Prozent. Ende Mai 2000 erhielt Lenz einen Sitz im Verwaltungsrat des Unternehmens. Die Zeitung Die Welt setzte Lenz 2003 in ihrer Auflistung der einflussreichsten Persönlichkeiten des deutschen Sports auf den 54. Platz.
Mit Wirkung zum 1. Juni 2005 gaben Lenz und Hempel die übrigen Anteile (20 Prozent) an ihrem Unternehmen an die Highlight Communications AG ab. Im Zuge dieser Ankündigung wurde mitgeteilt, dass beide Geschäftspartner bis Mitte 2009 ihre Sitze im Verwaltungsrat behalten und weiterhin die Verantwortung für die strategische Geschäftsentwicklung tragen würden.